# Nesøya
Nesøya este o localitate din comuna Asker, provincia Akershus, Norvegia, cu o suprafață de 3 km² și o populație de 3.414 locuitori (2013).